# Chris Urbanowicz

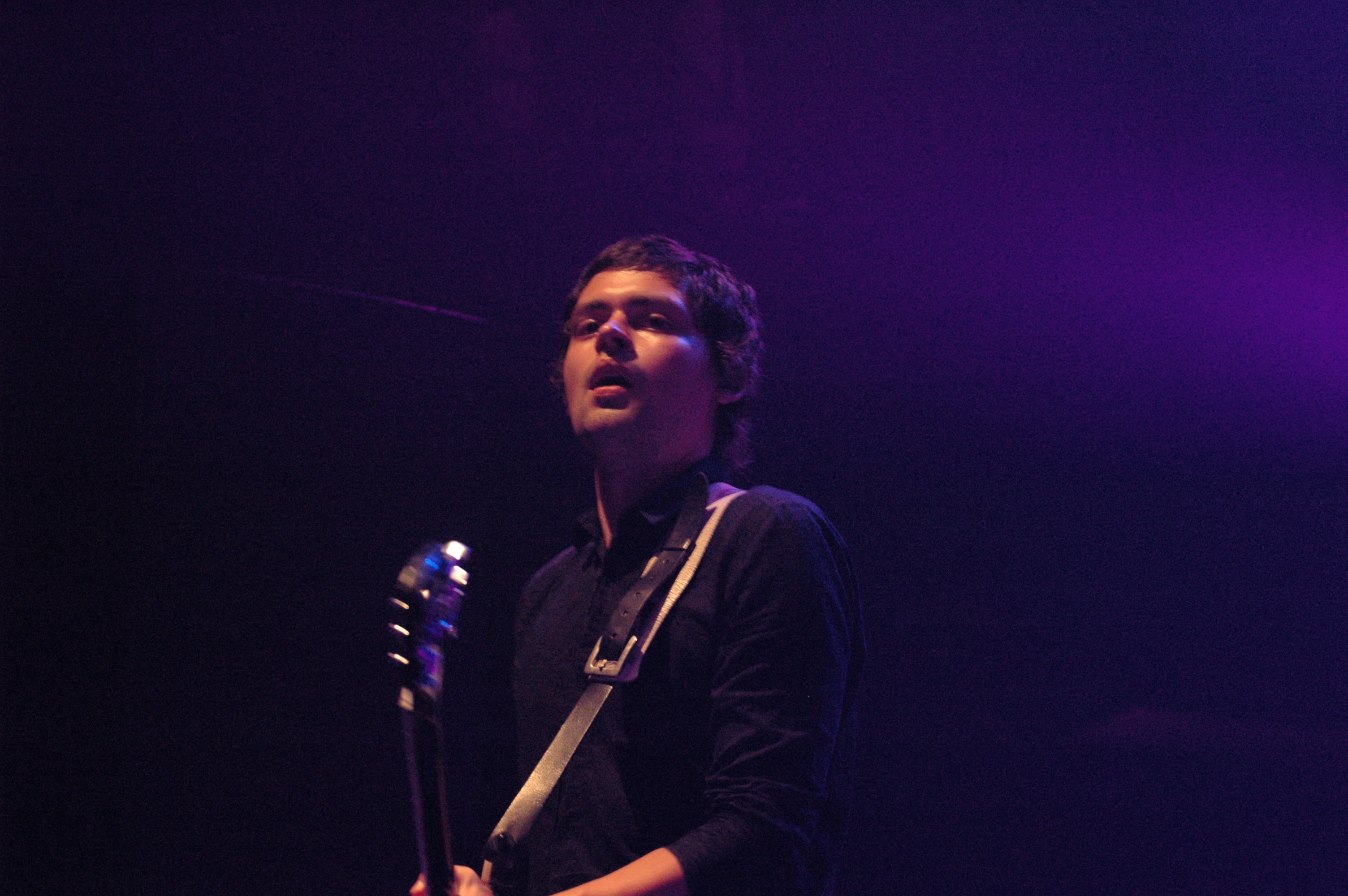
Chris Urbanowicz

Chris Urbanowicz, geboren als Christopher Urbanowicz (Ashlockton (Nottingham), 22 juni 1981) was de gitarist van indierockband Editors. Op 16 april 2012 stapte hij uit de groep wegens muzikale redenen.
Chris ging naar school in Toothil Comprehensive School in Bingham, Nottinghamshire. Daarna heeft hij muziektechnologie gestudeerd aan de universiteit van Staffordshire, waar hij ook de andere leden van Editors leerde kennen. Later werkte hij in een schoenwinkel, net als Editors drummer Ed Lay. Hij heeft in juni 2007 een appartement gekocht in Nottingham en hij supportert voor Nottingham Forest Football Club. Hij is beïnvloed door bands als LCD Soundsystem, Elbow en The Walkmen.
Uit een interview blijkt ook dat hij lijdt aan synesthesie, een fenomeen waarbij zintuigen elkaar aanvullen.
- MusicBrainz: 33dead41-4ddb-48cd-a003-cfcb5a2d8ef9
- Virtual International Authority File: 2305154260687524480000